# Francis Palmade
Francis Palmade (Sant Feliu d'Avall, 11 de gener del 1937) és un antic àrbitre nord-català de rugbi a 15.

## Carrera d'àrbitre
Arbitrà el seu primer partit internacional el 3 de febrer del 1973, en un partit que oposà la Selecció de rugbi d'Escòcia amb la de Gal·les.
Com a actuacions rellevants seves, es pot destacar que arbitrà dos partits del Torneig de les Cinc Nacions, dos partits dels British and Irish Lions contra els Springboks, i dos partits dels Lions contra els All Blacks. Va ser l'àrbitre del primer partit d'un equip dels Springboks amb un jugador que no fos blanc, Errol Tobias, el 1981, a Ciutat del Cap. Arbitrà el seu darrer partit internacional el 15 de març del 1986, en ocasió d'un enfrontament entre Irlanda i Escòcia.
El 2006 (i potser posteriorment) va ser delegat en partits del Campionat de França.
Francis Palmade és l'àrbitre a qui, de fet, es deu la major part de la tècnica gestual d'arbitratge que s'empra en l'actualitat. En l'any 1971, participant en un partit entre dos clubs anglesos, però mancat de prou vocabulari per arbitrar oralment -com es feia aleshores- decidí d'afegir el gest a la paraula i elaborà un codi simple i evocador que pogués ser entès per tothom. Un cop retirat continuà servint l'esport de la pilota oval, ara com a membre de l'equip internacional d'observadors entre els anys 1995 i 1999, i va tenir-hi la participació més destacada en la Copa del Món de Rugbi del 1999.
L'International Rugby Board el va distingir amb el "IRB Referee Award for Distinguished Service 2009" pels "40 anys d'extraordinaris serveis al Joc [de rugbi]".

## Palmarès d'àrbitre
- 16 partits internacionals
- 2 finals del Campionat de França: 1974 i 1979
- Challenge Yves du Manoir del 1972